# Otto Meissner
Otto Eduard Lebrecht Daniel Meissner, född 13 mars 1880 i Bischweiler, Elsass-Lothringen, död 27 maj 1953 i München, Bayern, var en tysk jurist och ämbetsman. Han var under Weimarrepubliken chef för rikspresidentens kansli, från 1919 till 1925 under Friedrich Ebert och från 1925 till 1934 under Paul von Hindenburg. Efter Adolf Hitlers maktövertagande i januari 1933 bad Meissner om avsked, men det beviljades inte. Efter von Hindenburgs död i augusti 1934 hade Meissner i huvudsak representativa och formella åtaganden.
Vid Ministerierättegången 1948–1949 blev Meissner frikänd.